# Mülheim an der Ruhr
Mülheim an der Ruhr, der også bliver kaldt «Byen ved floden», er en by i Tyskland i delstaten Nordrhein-Westfalen med omkring 167.000 indbyggere. Byen ligger i Ruhrområdet mellem Duisburg og Essen ved floden Ruhr, 30 km nordøst for Düsseldorf og grænser i nord til byen Oberhausen.
Mülheim fik byrettigheder i 1808, og hundrede år senere gik indbyggertallet over grænsen på 100.000 så den efter den tyske definition kunne kalde sig en storby.
Flere selskaber holder til i byen, særlig inden for fødevareindustri med selskaber som ALDI og Tengelmann-gruppen.